# Верхюлст, Давино
Давино Верхюлст (нидерл. Davino Verhulst, родился 25 ноября 1987 года в Беверене) — бельгийский футболист, вратарь.

## Биография
Воспитанник школы клуба «Беверен», в основной команде с 15 лет. Отверг предложения клубов «Манчестер Сити», «Болтон Уондерерс» и «Удинезе», решив остаться в клубе. Однако он постоянно проигрывал конкуренцию Бубакару Барри и был только вторым голкипером. Дебютировал в Кубке УЕФА 2004/05 в игре группового этапа 2 декабря 2004 года против «Бенфики» (0:3), когда уже на 3-й минуте Бубакар Барри был удалён с поля за фол последней надежды.
В сезоне 2005/06 сыграл 8 матчей в связи с травмой Барри, сумев в игре против «Брюгге» совершить несколько сэйвов, но после реабилитации Копа снова ушёл в запас. В связи с проигрышем конкуренции был продан в «Генк» как резервный вратарь на смену Логану Байи. Позже играл на правах аренды за «Виллем II», а затем ушёл в «Сент-Трюйден». С 2013 года защищает ворота «Локерена», контракт действует до июня 2020 года.
В составе сборной Бельгии до 19 лет выступил на чемпионате Европы 2006 года, где Бельгия выиграла одну встречу из трёх, но заняла последнее место в группе в связи с худшей разницей забитых и пропущенных мячей.